# Вистерија лоџ
„Вистерија лоџ” (енгл. The Adventure of Wisteria Lodge) је једна од 56 приповедака о Шерлоку Холмсу које је написао Артур Конан Дојл. Прва је од осам прича објављених у књизи Његов последњи подвиг, а због своје дужине прича се састоји из два дела: „Јединствено искуство господина Џона Скота Еклса” и „Тигар из Сан Педра”, која је у оригиналној публикацији у часопису The Strand носила збирни наслов „Сећања на господина Шерлока Холмса”.

## Радња

### Јединствено искуство господина Џона Скота Еклса
Шерлока Холмса посећује узнемирени господин Џон Скот Еклс, који жели да разговара о нечему „гротескном”. Тек што је он стигао у Улицу Бејкер 221б, појавио се и инспектор Грегсон, заједно са инспектором Бејнсом из полиције Сарија. Они од Еклса траже изјаву о убиству у близини Ешера претходне ноћи. Порука у џепу мртваца указује да је Еклс рекао да ће те ноћи бити у кући жртве.
Еклс је шокиран када чује да је Алојзијус Гарсија пребијен до смрти. Он је уистину провео је ноћ у Вистерија лоџу, Гарсијиној изнајмљеној кући, али када се ујутро пробудио, открио је да су Гарсија и његове слуге нестале. Био је сам у празној кући. Сећа се да је последњи пут видео Гарсију око један сат ујутру када је овај дошао у Еклсову собу да пита да ли је зазвонио.
Еклс је упознао Гарсију, Шпанца, преко познаника, и чинило се да је одмах склопио необично пријатељство. Гарсија је позвао Еклса да остане у његовој кући неколико дана, али када је Еклс стигао тамо, могао је да примети да нешто није у реду. Чинило се да је Гарсију нешто омело, а цело расположење током посете деловало је прилично тмурно. Заиста, Гарсијино расположење постало је још мрачније када му је слуга те вечери донео поруку.
Еклс је напустио Вистерија лоџ и распитао се о том месту код агента за некретнине, и био је изненађен када је открио да је кирија за кућу плаћена у потпуности. Што је још чудније, нико у шпанској амбасади у Лондону није чуо за Гарсију.
Инспектор Бејнс им показује поруку коју је Еклс видео да је Гарсија добио. У њој је било написано „Наше боје, зелена и бела. Зелено отворено, бело затворено. Главно степениште, први ходник, седма десно, зелена тканина. Уз божју помоћ. Д.”, женским рукописом. Да ли је то могао бити састанак? Може ли иза Гарсијине смрти стајати љубоморни муж?
Бејнс је закључио да је Гарсијино тело лежало на отвореном од један сат, али Еклс каже да је то немогуће, јер је Гарсија тада дошао у његову собу. Холмс излаже теорију да је Гарсија можда дотерао сатове како би Еклс отишао у кревет раније него што је мислио да јесте.
Све што Холмс може да закључи је чињеница да убица живи у близини Вистерија лоџа, и то у великој кући.

### Тигар из Сан Педра
Холмс и доктор Вотсон одлазе у Ешер да испитају Вистерија лоџ са инспектором Бејнсом. Полицајац који чува кућу пријављује искуство од којег се диже коса на глави. Човек грубог изгледа — сам ђаво, како мисли полицајац — гледао је кроз прозор. Полицајац је кренуо у потеру за њим, али је уљез успео да побегне. Холмс констатује по траговима да полицајац ово није умислио.
Унутар куће се може видети неколико чудних предмета: нешто што личи на мумифицирану бебу, птицу раскомадану на комаде, крв и угљенисане кости. Холмс их касније повезује са вудуом, што му даје важан траг.
Изненада, међутим, пет дана након убиства, Холмс је запрепашћен прочитавши у новинама да је Бејнс ухапсио осумњиченог, Гарсијиног кувара, окрутног момка којег је полицајац приметио у кући. Међутим, он пружа мало информација − само гунђа. Холмс је сигуран да кувар није убица и упозорава Бејнса. Бејнс, међутим, одбија Холмсову помоћ и савет.
Холмс проводи следећи дан истражујући локалне сеоске куће и проналази једну од занимљивијих, домаћинство Хендерсон, чији је господар очигледно провео време у тропима, а чији је секретар, Лукас, тамнопути странац. Две девојчице господина Хендерсона имају енглеску гувернанту по имену Бернет. Холмс такође сазнаје од отпуштеног баштована да је Хендерсон богат и да се нечега боји, иако нико не може да каже чега. Такође, нико не може рећи одакле је дошао. Хендерсон је такође насилан.
Холмс верује да је загонетна белешка дошла из овог домаћинства, а писац би могла да буде само госпођица Бернет, која није виђена од ноћи убиства. Холмс одлучује да оде до овог домаћинства, ноћу, да види да ли може да „удари у само срце мистерије”, али не добија прилику.
Џон Ворнер, отпуштени баштован, долази и открива да су Хендерсонови побегли возом и покушали да поведу госпођицу Бернет са собом. Он ју је, међутим, увукао у такси и одвео у гостионицу у којој су одседали Холмс и Вотсон. Очигледно је да није била вољна да иде са Хендерсоном јер је била дрогирана опијумом.
„Хендерсона” је такође идентификовао инспектор Бејнс. Он је Дон Хуан Муриљо, „Тигар из Сан Педра”, омражени збачени диктатор из Централне Америке. Испоставило се да је Гарсија, који је био из Сан Педра, а не из Шпаније, погинуо у осветничкој завери. Госпођица Бернет је такође била део завере. Она јесте написала поруку, али Муриљов секретар ју је ухватио у томе, Муриљо ју је затворио, а затим сачекао Гарсијин потез, потом га убивши. Право име госпођице Бернет је госпођа Виктора Дуранда. Њен покојни муж је био из Сан Педра, амбасадор у Британији и потенцијални политички ривал Муриљу. Муриљо га је опозвао и убио како не би могао да представља претњу за његову позицију.
Муриљо и његови сапутници успевају да побегну лондонској полицији и поново се појављују у Мадриду под новим псеудонимима. Међутим, они бивају убијени, а њихове убице никада нису ухваћене.

## Коментар
Од читаве збирке прича о Холмсу од Дојла, ово је једина прича у којој је полицијски инспектор (тачније инспектор Бејнс) компетентан као Холмс. Холмс има само похвале за инспектора Бејнса, верујући да ће се високо уздићи у својој професији, јер има инстинкт и интуицију. Инспектор Лестрад је ретко добијао овакву захвалност од Холмса. Испада да је Бејнс ухапсио кувара само да би извукао Хендерсона, како би овај помислио да више није под сумњом.
Сан Педро је фиктивна земља; његове боје су зелена и бела, објашњавајући један део загонетне поруке.

## Историја објављивања
Приповетка је објављена у америчком часопису Collier's 15. августа 1908, као и у британском часопису The Strand Magazine у септембру−октобру исте године. У часопису The Strand је прича објављена у два дела: „Јединствено искуство господина Џона Скота Еклеса” и „Тигар из Сан Педра”. Прича је објављена са шест илустрација Фредерика Дора Стила у часопису Collier's, и са десет илустрација Артура Твидла у часопису The Strand. Уврштена је у збирку кратких прича Његов последњи подвиг, која је објављена у Уједињеном Краљевству и САД у октобру 1917. године.

## Адаптације

### Филм и телевизија
- Кратки неми филм под називом Тигар из Сан Педра (1921) заснован је на овој причи. Био је то један од кратких филмова у серијалу филмова о Шерлоку Холмсу у коме је главну улогу тумачио Еје Норвуд као Шерлок Холмс, док је Хјуберт Вилис глумио др Вотсона.
- Прича је прилагођена за ТВ серију из 1968. са Питером Кушингом у улози Холмса. Епизода се данас сматра изгубљеном.[4]
- Епизоде серије Авантуре Шерлока Холмса, са Џеремијем Бретом у главној улози, пратила је оригиналну причу са неколико изузетака. У Вистерија лоџу се не помињу ни једна вуду реликвија, а Вотсон је тај који јури кувара, а не полицајац. Такође, на крају, „Тигар из Сан Педра” и његов саучесник нису убијени у мадридском хотелу, већ су их уместо тога убили Гарсијини преживели сународници у возу док је Муриљо покушавао да побегне од Холмса и закона.
- У луткарској представи Шерлок Холмс, Гордон Лестрад, члан комитета за животно вођење школе Битон, има „јединствено” искуство. Једног дана разговара са ученицима по имену Гарсија и Хендерсон, али следећег јутра открива да су нестали. Бејнс, ученик који обавештава Холмса о томе, прича му о њиховој крађи хлеба из складишта хране. Откриће играчке за пса у њиховој соби наводи Холмса да открије истину. Кабуки звучни ефекти се користе у епизоди.

### Радио
- Причу је драматизовала Едит Мејзер као епизоду америчке радио-серије Авантуре Шерлока Холмса из 1931. са Ричардом Гордоном у улози Шерлока Холмса и Лијем Ловелом као др Вотсоном. Друге епизоде засноване на причи емитоване су у јануару 1935, са Луисом Хектором као Холмсом и Ловелом као Вотсоном,[5] и у септембру 1936, са Гордоном као Холмсом и Харијем Вестом као Вотсоном.[6]
- Мејзерова је такође адаптирала причу за америчку радио-серију Нове авантуре Шерлока Холмса, са Бејзилом Ратбоном као Холмсом и Најџелом Брусом као Вотсоном. Епизода је емитована у децембру 1939. године.[7] Друге епизоде засноване на овој причи емитоване су 1943.[8] и 1947.[9] (са Томом Конвејем као Холмсом и Брусом као Вотсоном).
- Приповетка је адаптирана за BBC Light програм као део радио-серије из 1952–1969. у којој су глумили Карлтон Хобс као Холмс и Норман Шели као Вотсон. Продукцију је адаптирао Мајкл Хардвик и емитована је 26. децембра 1966. године.[10]
- Прича је драматизована за BBC Radio 4 током 1994. године од стране Берта Кулса као део радио-серије из 1989–1998. у којој су глумили Клајв Мерисон као Холмс и Мајкл Вилијамс као Вотсон.[11]
- Године 2008, прича је адаптирана као епизода Класичних авантура Шерлока Холмса, серије у америчкој радио емисији Imagination Theatre, са Џоном Патриком Лоуријем као Холмсом и Лоренсом Албертом као Вотсоном.[12]

### Музика
- Прича је инспирисала џез песму из 1970-их „The Tiger of San Pedro” Џона Лабарбере, коју је популарном учинио тромбониста Бил Ватрус.